# Breonia capuronii
Breonia capuronii là một loài thực vật có hoa trong họ Thiến thảo. Loài này được Razaf. mô tả khoa học đầu tiên năm 2002.